# Herval
Pour les articles homonymes, voir Herval (homonymie).
Herval est une ville brésilienne du Sud-Est de l'État du Rio Grande do Sul, faisant partie de la microrégion de Jaguarão et située à 387 km au sud-ouest de Porto Alegre, capitale de l'État. Elle se situe à une latitude de 32° 01′ 29″ sud et à une longitude de 53° 23′ 48″ ouest, à une altitude de 287 mètres. Sa population était estimée à 6 873 en 2007, pour une superficie de 1 758 km2.
Herval fait frontière avec l'Uruguay, par son département de Cerro Largo.

## Villes voisines
- Pedras Altas
- Pinheiro Machado
- Piratini
- Pedro Osório
- Arroio Grande
- Jaguarão